# Franz Schüppen
Franz Schüppen (* 1930 in Herne; † 30. November 2013 ebenda) war ein deutscher Literaturwissenschaftler.
Nach dem Abitur in Herne studierte Franz Schüppen in Münster, Paris und Marburg. Er war dann Lehrer in Lothringen, Gymnasiallehrer in Bielefeld und ab 1960 in Bochum. 1969 wurde Schüppen Studiendirektor. 1979 wurde er in München promoviert. 1994 ging er in den Ruhestand.
Er forschte und veröffentlichte zur Literatur- und Geistesgeschichte des 19. Jahrhunderts, zu deutsch-amerikanischen Literaturbeziehungen und zu Westfalen.

## Schriften (Auswahl)
- Charles Sealsfield. In: Zur Literatur der Restaurationsepoche 1815–1848. Hrsg. v. Jost Hermand und H. Windfuhr. Stuttgart 1970.
- Friedrich Wilhelm Weber. Leben und Werk. Paderborn 1989, ISBN 978-3-506-78235-9.
- Lyrik des bürgerlichen Realismus aus Vorpommern. In: Quickborn 82 (1992), S. 248–267 und 83 (1993), ISSN 0170-7558, S. 13–31.
- Paradigmenwechsel im Werk von Theodor Fontane (= Schriftenreihe der Carles-Sealsfield-Gesellschaft; 5), Stuttgart 1993.
- Neue Sealsfield-Studien. Amerika und Europa in der Biedermeierzeit. Interkulturelle Wirklichkeiten im Werk von Charles Sealsfield (1793–1864). Marbacher Symposion, November 1993 (= Schriftenreihe der Charles-Sealsfield-Gesellschaft; 7). M und P, Stuttgart 1995, ISBN 3-476-45062-7.
- Eine frühe Lösung von Frau Jenny Treibels Problem: Alwine Wuthenow über Poesie und Prosa 1862. In: Heinrich Kröger und Henning Wiechers (Hrsg.): Stünn um Stünn. Festschrift för Bernd Jörg Diebner to sienen 60. Geburtsdag den 8. Mai 1999. De Kennung, Beiheft 9. Soltau und Heidelberg 2000, DNB 95908634X, S. 86–98.
- Feuersbrunst und Kultur. Peter Hilles unvollendete Auseinandersetzung mit Schiller. In: Walter Gödden (Hrsg.): Literatur in Westfalen (= Beiträge zur Forschung; 10). Aisthesis, Bielefeld 2009, ISBN 978-3-89528-782-4.